# Bianca Williams
Bianca Williams (Londres, 18 de desembre de 1992) és una atleta britànica, especialitzada en les proves de velocitat.
Va guanyar una medalla de bronze en el Campionat Mundial d'Atletisme de 2023 i dues medalles en el Campionat Europeu d'Atletisme, or el 2018 i plata el 2016. En els Jocs Europeus de Cracòvia 2023 va aconseguir una medalla de bronze en la prova de 200 m.
El novembre de 2023, Williams va ser nomenada a la llista de les 100 dones més inspiradores de la BBC.
En els Jocs Olímpics de París, va guanyar una medalla de plata amb l'equip del Regne Unit, en la prova dels 4x100m relleus, tot i que no va córrer la final.

## Trajectòria professional
| Jocs Olímpics     | Jocs Olímpics | Jocs Olímpics  | Jocs Olímpics |
| Any               | Lloc          | Posició        | Prova         |
| ----------------- | ------------- | -------------- | ------------- |
| 2024              | París         | 10a posició    | 200 m         |
| 2024              | París         | 1a posició (H) | 4 x 100 m     |
| Campionat Mundial |               |                |               |
| Any               | Lloc          | Posició        | Prova         |
| 2015              | Pequín        | 13a posició    | 200 m         |
| 2015              | Pequín        | 5a posició (H) | 4 x 100 m     |
| 2017              | Londres       | 21a posició    | 200 m         |
| 2023              | Budapest      | 11a posició    | 200 m         |
| 2023              | Budapest      | 3              | 4 × 100 m     |
| Jocs Europeus     |               |                |               |
| Any               | Lloc          | Posició        | Prova         |
| 2023              | Cracòvia      | 6a posició     | 100 m         |
| 2023              | Cracòvia      | 2              | 200 m         |
| Campionat Europeu |               |                |               |
| Any               | Lloc          | Posició        | Prova         |
| 2014              | Zúric         | 4a posició     | 200 m         |
| 2016              | Amsterdam     | 2              | 4 × 100 m     |
| 2018              | Berlín        | 6a posició     | 200 m         |
| 2018              | Berlín        | 1              | 4 × 100 m     |
| 2022              | Múnic         | 1a posició (H) | 4 x 100 m     |

## Rècords personals
| Esdeveniment   | Temps | Lloc     | Data               |
| -------------- | ----- | -------- | ------------------ |
| 100m llisos    | 11.17 | Ginebra  | 14 de juny de 2014 |
| 200m llisos    | 22.45 | Budapest | 24 d'agost de 2023 |
| 4x100m relleus | 41.88 | Berlín   | 12 d'agost de 2018 |